# Sufi Abu Taleb
Sufi Abu Taleb, (arabiska: صوفى أبو طالب), född den 27 januari 1925 i Tameyya, död den 21 februari 2008 i Kuala Lumpur, var en egyptisk politiker som var tillförordnad president mellan den 6 och 14 oktober 1981 som en följd av mordet på Anwar Sadat. Han var även talman i egyptiska representanthuset mellan den 4 november 1978 och 4 november 1983.